# Tortur
Tortur består i det at tilføje fysisk eller psykisk smerte som et udtryk for trussel, afskrækkelse eller straf eller som middel til at fremtvinge oplysninger eller tilståelser. Undertiden udføres tortur uden nogen direkte, eller kun en meget spinkel, funktionel begrundelse, men tilsyneladende alene fordi det er blevet til en del af normen; det kendes fra børn i forbindelse med mobning.[kilde mangler]

## Torturinstrumenter og metoder
- Henrettelse med elefant
- Hjul og stejle
- Jernjomfru
- Kag
- Marterpæl
- Messingoksen
- Spansk kappe
- Waterboarding

## Tortur ifølge menneskerettighederne
Tortur er en grov overtrædelse af menneskerettighederne. Underskrivere af Geneve-konventionen om behandling af krigsfanger har forpligtet sig til ikke at anvende tortur i krigstid, og underskrivere af FN-konventionen mod tortur har fraskrevet sig muligheden for at anvende en række af specifikke torturmetoder. På trods af den store tilslutning til konventionerne anslås det af organisationer som  Amnesty International at omkring 2/3 af verdens lande ikke lever op til ånden i dem. I realiteten har tortur været udbredt op gennem hele historien og fortsætter i dag  i mange lande.
Den der har været udsat for tortur risikerer at udvikle posttrumatisk stress (PTSD), der er en patologisk psykisk tilstand.

## Rehabilitering
Målet med rehabilitering er at gøre torturofferet i stand til at genoptage så fuldt et liv som muligt. At hjælpe med til at genopbygge livet for nogen hvis værdighed er blevet ødelagt, tager tid; og derfor er langsigtet fysisk, medicinsk, psykologisk og social støtte nødvendig. 
Konsekvenserne af tortur er sandsynligvis betinget af mange interne og eksterne faktorer. Derfor er rehabilitering nødt til at anvende forskellige behandlingsmetoder, under hensyntagen til ofrenes individuelle behov, samt det kulturelle, sociale og politiske miljø. Rehabiliteringscentre rundt om i verden, især medlemmerne af Det Internationale Rehabiliterings Råd for Torturofre (IRTC), tilbyder som regel tværfaglig støtte og rådgivning, herunder:
- Lægehjælp og/eller psykoterapeutisk behandling.
- Psykosocial støtte / traumebehandling.
- Juridiske hjælp og afklaring af erstatningsmuligheder.
- Social reintegration.

Når det drejer sig om asylansøgere og flygtninge, kan hjælpen også omfatte bistand til dokumentation af tortur med henblik på syl, samt sprogundervisning og hjælp til at finde et sted at bo og arbejde. 

### Rehabilitering af sekundære overlevende
I værste fald kan tortur påvirke flere generationer. De fysiske og psykiske eftervirkninger af tortur lægger ofte et stort pres på hele familien og på samfundet. 
Børn er særlig sårbare: de lider ofte af skyldfølelse eller påtager sig personligt ansvar for, hvad der er sket. Derfor bliver også medlemmer af den torteredes familie - især ægtefælle og børn - tilbudt behandling og rådgivning. 

### Brudte samfund
I nogle tilfælde kan et helt samfund være mere eller mindre traumatiseret, hvis torturen er blevet anvendt  systematisk og omfattende. Efter flere års undertrykkelse, konflikt og krig er almindelige støttenetværk og -strukturer i samfundet ofte brudt op eller ødelagt. Ved at give psykosocial støtte og oprejsning til torturofre kan man medvirke til genopbygningen af ødelagte samfund. Rehabiliteringscentre spiller derfor en central rolle til fremme af demokrati, sam-eksistens og respekt for menneskerettigheder. De giver støtte og håb og fungerer som symbol på sejr over den tortur-terror der kan blokere for udviklingen af demokrati i hele samfund.

## Afskaffelse af tortur i Europa
Tortur har en lang tradition: den blev bl.a. brugt til at få anklagede til at tilstå forbrydelser og røbe medskyldige. Denne praksis var almindelig i Europa igennem Middelalderen og de næste århundreder. Først i løbet af Oplysningstiden i det 18. århundrede blev det udbredt at kritisere anvendelsen af tortur, og flere lande begyndte at indføre forbud mod den, således under Frederik 2. af Preussen, som afskaffede den i alle sine riger i 1754, Gustav 3. af Sverige i 1772 (selv om "svårare fängelse" som et tilståelsesredskab først blev afskaffet i 1868) og Joseph 2. i Østrig og Böhmen i 1776. I Frankrig blev tortur som redskab til at fremkalde tilståelser afskaffet i 1780, mens den systematiske praksis med at anvende tortur mod dømte forbrydere for at få dem til at afsløre medsammensvorne først blev afskaffet i 1788.
Den første officielle afskaffelse af tortur i Danmark skete under Struensees styre i 1771, dog imod Kancelliets ønske, og torturen, eller "den skarpe Examination" som den blev kaldt, blev også genindført af de nye magthavere efter Struensees fald i 1772. Torturen som redskab i retsplejen blev derefter først afskaffet i Danmark ved plakat af 6. december 1837.